# Mihail Uladzimiravics Mjasznyikovics
Mihail Uladzimiravics Mjasznyikovics (belaruszul: Міхаі́л Уладзі́міравіч Мясніко́віч, oroszul: Михаи́л Влади́мирович Мяснико́вич; Novi Sznov, 1950. május 6. –) fehérorosz politikus, aki 2010 és 2014 között Fehéroroszország miniszterelnöke volt. Az Eurázsiai Gazdasági Bizottság igazgatótanácsának elnöke 2020 óta.

## Pályafutása
1972 és 1973 között a szovjet hadseregben szolgált. 1973-tól 1983-ig a Minszki Vízellátó és Vízkezelő Üzemben, a Minszki Városi Végrehajtó Bizottság Közüzemi Vállalatok Osztályán dolgozott.
1983-tól 1984-ig a Minszki Népképviselők Szovjet Kerületi Tanácsának Végrehajtó Bizottságának elnöke, 1984-től 1985-ig a Minszki Városi Tanács Végrehajtó Bizottságának elnökhelyettese volt.
1985-1986-ban a Fehéroroszországi Kommunista Párt Minszki Városi Bizottságának titkára volt. 1986-tól 1991-ig a BSZSZK Lakásügyi és Közművelődési Minisztériumában és a BSZSZK Gazdasági és Tervezési Bizottságában dolgozott.
1991-1994 között miniszterelnök-helyettes, 1995-2001 között az Elnöki Hivatal közigazgatási vezetője (1995-2001), a Nemzeti Tudományos Akadémia elnöke (2001-2010).
2006-ban az Egyesült Polgári Párt újra közzétette Fehéroroszország 50 leggazdagabb emberének listáját. Mjasznyikovics 296 millió dollárral szerepelt köztük.

### Fehéroroszország miniszterelnöke
Mjasznyikovicsot Aljakszandr Lukasenka elnök nevezte ki Fehéroroszország miniszterelnökévé a 2010-es elnökválasztást követően; 2014. december 27-i menesztéséig töltötte be ezt a tisztséget.

## Magánélet
1972-ben a breszti mérnöki és építőipari intézetben, 1989-ben pedig a kommunista pártiskolában végzett Minszkben. Közgazdaságtudományi doktorátust szerzett, és mérnökként dolgozott az építőiparban. Gyermekeivel és unokáival angolul is szokott társalogni.

## Fordítás
Ez a szócikk részben vagy egészben  a   Mikhail Myasnikovich című angol Wikipédia-szócikk fordításán alapul.  Az eredeti cikk szerkesztőit annak laptörténete sorolja fel. Ez a jelzés csupán a megfogalmazás eredetét és a szerzői jogokat jelzi, nem szolgál a cikkben szereplő információk forrásmegjelöléseként.
| Elődje: Szjarhej Szjarheevics Szidorszki | Belarusz miniszterelnöke 2010. december 28. – 2014. december 27. | Utódja: Andrej Uladzimiravics Kabjakov |